# ایزنبوتل (زامتگمایند)
ایزنبوتل (به آلمانی: Samtgemeinde Isenbüttel) یک منطقهٔ مسکونی در آلمان است که در گیفهورن واقع شده‌است. ایزنبوتل ۱۵٬۵۰۲ نفر جمعیت دارد.